# أوريليو رودريغيز
أوريليو رودريغيز (بالإسبانية: Aurelio Rodríguez)‏ هو لاعب كرة قاعدة مكسيكي، ولد في 28 ديسمبر 1947، وتوفي في 23 سبتمبر 2000 في ديترويت في الولايات المتحدة.

## وصلات خارجية
- أوريليو رودريغيز على موقع دوري كرة القاعدة الرئيسي (الإنجليزية)
- أوريليو رودريغيز على موقعبيزبول رفرنس.كوم (الدوري الرئيسي) (الإنجليزية)
- أوريليو رودريغيز على موقعبيزبول رفرنس.كوم (الدوري الثانوي) (الإنجليزية)
- أوريليو رودريغيز على موقع إي إس بي إن.كوم (أم.أل.بي) (الإنجليزية)
- أوريليو رودريغيز على موقع مشجعي الرسوم البيانية (الإنجليزية)